# Hvornum (plaats)
Hvornum is een plaats in de Deense regio Noord-Jutland, gemeente Mariagerfjord. De plaats telt 337 inwoners (2008).